# Pedro Viegas
D. Pedro Viegas (1180 -?) foi um nobre e Cavaleiro medieval do Reino de Portugal, teve o Senhorio da cidade de Guarda e o Senhorio de Tavares.

## Relações familiares
Foi filho de D. Egas Garcia da Fonseca, 2º senhor do Couto de Leomil e de D. Maior Pais Romeu, filha de Paio Peres Romeu e de D. Godo Soares da Maia (? - 1133). Casou com D. Mor Paes de quem teve:
1. Estevão Pires Tavares (1220 -?) casou com Uriana Esteves,
2. Maria Paes Tavares também chamada Maria Pires de Tavares (1200 -?) casou por duas vezes, a primeira com Rodrigo Afonso Ribeiro e a segunda com Mem Gonçalves da Fonseca, que em 1110 mandou erguer em Mancelos o Mosteiro de Mancelos, que alojou os frades crúzios, cónegos regrantes de Santo Agostinho, até 1540.
3. Gonçalo Fernandes Tavares casou com D. Maria Rolim